# Claire-voie (marine)
Pour les articles homonymes, voir Claire-voie.

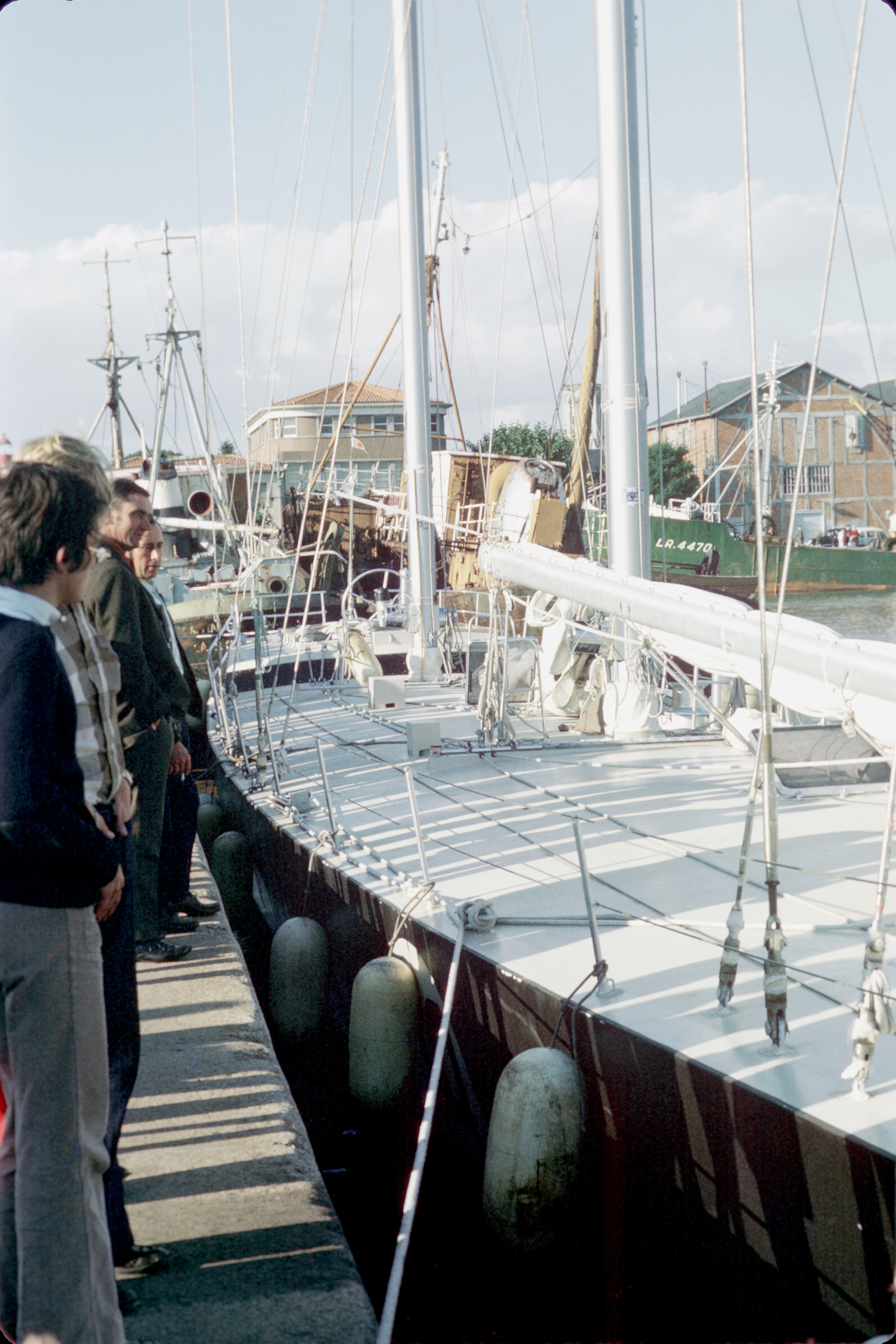
Une claire-voie ouverte est visible, sur le voilier Vendredi 13 (centre droit de la photo).

Dans le vocabulaire maritime, une claire-voie est un panneau vitré, souvent articulé, recouvrant une écoutille et permettant ainsi l'entrée d'air et de lumière du jour sous le pont d'un bateau. 

## Description
La claire-voie repose rarement directement sur le pont mais sur une hiloire de panneau , un joint de compression en assure, en position fermée, l'étanchéité.